# Вукпаљај
Вукпаљај (алб. Vukpalaj) је насељено место у општини Велика Малесија у округу Скадар, Албанија. Према попису из 1989. године било је 600 становника.
Вукпаљај су једно од насеља малисорског племена Кастрати.